# Callopora precocialis
Callopora precocialis är en mossdjursart som beskrevs av Gordon 1984. Callopora precocialis ingår i släktet Callopora och familjen Calloporidae. Inga underarter finns listade i Catalogue of Life.